# Демиркёпрю (ГЭС)
Демиркёпрю — ГЭС на реке Гедиз в провинции Маниса, Турция. Построена в 1954—1960 годах.
Объём плотины при ГЭС (гравитационного типа) составляет 4 300 000 м³, высота плотины от русла реки — 74,00 м. Объём водохранилища при ГЭС при нормальном уровне воды составляет 1.320,00 гм³, а площадь 47,66 км². ГЭС мощностью 69 МВт производит 193 ГВтч электроэнергии в год, а плотина обеспечивает ирригацию на площади 99 220 га.